# Sam Pivnik
Sam Pivnik, właśc. Szmuel Piwnik (ur. 1 września 1926 w Będzinie, zm. 30 sierpnia 2017 w Londynie) − Żyd polskiego pochodzenia ocalały z Holokaustu. 
Syn krawca Lejba Piwnika i Fejgli Piwnik. Piwnikowie, jako rodzina żydowska, musieli się na początku 1943 roku wyprowadzić z własnego mieszkania i przenieść do getta Kamionka, a 6 sierpnia zostali deportowani do Auschwitz-Birkenau. Jego rodzice, młodsza siostra Chana i młodsi bracia Meir, Wolf i Józef zostali zamordowani zaraz po przyjeździe do obozu, a starsza siostra ok. 10 dni później.
Sam Pivnik został zarejestrowany z numerem 135913. Po ok. dwóch tygodniach spędzonych na obszarze kwarantanny w obozie Birkenau został skierowany do Rampekommando, gdzie pracował przy rozładunku przyjeżdżających pociągów z transportami więźniów, którzy zaraz po wyjściu z wagonów byli zabierani do obozu albo do komór gazowych. Dzięki temu miał dostęp do żywności i wartościowych przedmiotów z bagaży nowo przybyłych więźniów, co pozwalało mu utrzymać się przy życiu, a nawet przekupywać kapo.
27 grudnia 1943 Pivnik trafił do szpitala obozowego na terenie kwarantanny KL Auschwitz II, z podejrzeniem tyfusu. Przetrwał kilka „selekcji” i 11 stycznia 1944 przeniesiono go do głównego szpitala obozowego w Auschwitz II-Birkenau BIIf. Po powrocie do zdrowia udało mu się dostać do pracy kopalni węgla Fürstengrube, (obecnie KWK „Wesoła”) w KL Auschwitz III, gdzie pracował w brygadzie budowlanej, pełniąc nawet przez pewien czas funkcję vorarbeitera. Podczas pobytu w obozie widywał Ottona Molla i Josefa Mengele.
19 stycznia 1945 roku obóz przy Fürstengrube został ewakuowany w obliczu ofensywy Armii Czerwonej. Więźniowie, którzy mieli dość siły, powędrowali pod eskortą na stację kolejową w Gliwicach. Wielu z tych, którzy po drodze opadli z sił, zostało zastrzelonych przez strażników z SS, dowodzonych przez SS-Oberscharführera Maxa Schmidta. Po dziewięciodniowej podróży w otwartych wagonach, niemal bez żywności i wody, grupa Pivnika dotarła 28 stycznia 1945 roku do KL Mittelbau-Dora. Następne trzy miesiące Pivnik spędził przy robotach budowlanych, a potem – wraz z około dwustoma dawnymi więźniami Fürstengrube – został ewakuowany barką z Magdeburga do Holsztynu na północy Niemiec. Tam więźniów znów skierowano do pracy: Pivnik pracował w gospodarstwie rodziców komendanta Fürstengrube, Maxa Schmidta, w Neu Glasau.
Na początku maja roku Pivnik i inni więźniowie pomaszerowali do portu w Neustadt, gdzie 3 maja 1945 załadowano ich na statki więzienne. Pivnik  znalazł się na pokładzie „Cap Arcona”. Po niedługim czasie cała flotylla została zaatakowana przez myśliwce bombardujące RAF. Dwa ze statków, „Cap Arcona” i „Thielbek” stanęły w płomieniach i zatonęły. Pivnik wydostał się na górny pokład, skoczył do morza i dopłynął do brzegu. Z ok. siedmiu tysięcy więźniów, znajdujących się na obydwu statkach, ocalało nie więcej niż pięciuset. Następnego dnia Neustadt zostało zdobyte przez Armię Brytyjską i Pivnik odzyskał wolność.
W roku 2012 ukazały się jego wspomnienia pt. Survivor – Auschwitz, The Death March and My Fight for Freedom (ISBN 978-12-5002-952-2). Polskie tłumaczenie Ocalały (ISBN 978-83-7839-472-3) zostało wydane przez wydawnictwo Prószyński i S-ka.